# Dana Plato
Dana Plato (Maywood (Californië), 7 november 1964 - Moore (Oklahoma), 8 mei 1999) was een Amerikaanse actrice. Ze is vooral bekend van haar rol als Kimberly Drummond in de Amerikaanse sitcom Diff'rent Strokes. Haar carrière ging bergaf, toen ze die serie verliet. Nadien acteerde ze voornamelijk in goedkoop geproduceerde films en in enkele softpornofilms. Op 8 mei 1999 overleed ze aan een overdosis geneesmiddelen.

## Biografie
Plato werd geboren op 7 november 1964 onder de naam Dana Michelle Strain. Haar moeder was een ongehuwde zestienjarige die toen al een kind van achttien maanden moest opvoeden. Zij kon het dubbele moederschap niet aan en besloot in juni 1965 haar jongste kind op te geven voor adoptie. Het echtpaar Plato adopteerde haar.

### Carrière
Haar adoptiemoeder nam Dana mee om audities te doen voor televisie toen ze nog erg jong was. Op zevenjarige leeftijd verscheen ze al in reclamespots en deed er meer dan honderd.
Plato maakte haar filmdebuut in 1977 in de film Return to Boggy Creek. Dana oefende als kunstschaatser en was erg getalenteerd. Ze deed haar best om geselecteerd te worden voor de Olympische ploeg. Later beweerde ze dat ze zelfs geselecteerd was, maar dat ze zich had teruggetrokken om zich op de rol van Kimberly Drummond toe te leggen. Een producent had Plato immers gezien tijdens een kort optreden in The Gong Show en had haar die rol toen aangeboden.
De serie Diff'rent Strokes werd voor het eerst uitgezonden in 1978 op de zender NBC. Kimberly was de dochter van weduwnaar Phillip Drummond, die twee zwarte kinderen had geadopteerd, nadat hun ouders waren overleden. De serie was een groot succes en hoewel Plato slechts een nevenpersonage was, verklaarde ze op het hoogtepunt van de serie per aflevering 100.000 dollar te hebben verdiend. Volgens andere bronnen was 22.000 dollar per aflevering dichter bij de waarheid. In een latere documentaire over het leven van Plato werd gezegd dat ze 50.000 dollar per aflevering verdiende.
In 1984 werd Plato zwanger van haar vriend. Ze vroeg de schrijvers van de serie om haar zwangerschap in de serie te verwerken, maar zij vonden dat niet passen bij het imago van de serie en schreven haar eruit. Na de bevalling maakte Plato nog enkele gastoptredens tot het einde van de serie in 1986.
Na haar carrière bij Diff'rent Strokes probeerde ze het te maken als serieuze actrice. Maar zoals zovele acteurs uit succesvolle sitcoms bleef zij in de schaduw staan van haar personage. Nadat ze bevallen was liet ze haar borsten vergroten en in juni 1989 verscheen ze op de cover van Playboy Magazine. Grote rollen bleven uit en daardoor nam ze rollen aan in B-films zoals Bikini Beach Race en Lethal Cowboy.
In 1992 was ze een van de eerste beroemdheden die een rol speelde in een videospel. Het spel, Night Trap, werd bekritiseerd omdat er een scène was met een meisje in een nachtjapon dat vermoord werd.
In 1994 onderging ze opnieuw plastische chirurgie aan haar borsten en ze liet ook enkele tatoeages aanbrengen. Aan het einde van haar carrière verscheen ze ook in enkele softpornofilms waaronder Different Strokes: The Story of Jack and Jill ... and Jill. De titel Different Strokes werd er pas aan toegevoegd nadat Plato gecast werd in de hoop er zo een succes van te maken. De film had echter niets te maken met de populaire sitcom. Plato speelde lesbienne en zou later verklaren dat ook te zijn, maar trok dat daarna weer in en zei dat ze enkel experimenteerde.

### Privéleven
Plato kreeg al op jonge leeftijd problemen met drugs en alcohol. Op veertienjarige leeftijd nam ze een overdosis valium. In 1988 overleed haar adoptiemoeder. Kort daarna viel het huwelijk van Plato uit elkaar. Het koppel was officieel gescheiden in 1990. Lambert kreeg het hoederecht over hun vijfjarige zoon. Het was in deze periode dat ze poseerde voor Playboy.
In 1991 belandde Plato werkloos in Las Vegas. Ze nam een baan aan in een wasserij. Op een dag ging ze naar een videotheek met een pistool en eiste het geld uit de kassa. Minuten later werd ze gearresteerd. De bekende entertainer Wayne Newton betaalde haar borg (13.000 dollar). Plato kreeg vijf jaar voorwaardelijk. Het voorval werd voorpaginanieuws en er kwam een nationaal debat over kindersterren die problemen kregen in hun latere leven. Ook haar collega's kindersterren Gary Coleman en Todd Bridges uit Diff'rent Strokes hadden al problemen gehad. In januari 1992 werd ze opnieuw gearresteerd, deze keer voor het vervalsen van een voorschrift voor valium. Omdat ze nog in haar voorwaardelijke straf zat moest ze dertig dagen naar de gevangenis en daarna moest ze zich laten helpen om af te kicken van drugs.
Na haar rol in de film Different Strokes: The Story of Jack and Jill...and Jill verscheen Plato op de cover van het lesbische tijdschrift Girlfriends in 1998. In een interview vertelde ze dat ze lesbisch was, alhoewel ze dat later terugnam.
Op 7 mei 1999 verscheen Plato in The Howard Stern Show, een populaire radioshow, waar ze vertelde dat ze verloofd was. Ze vertelde over de traumatische ervaring van de dood van haar adoptiemoeder en dat haar man haar in dezelfde week verlaten had. Uit wanhoop gaf ze een volmacht aan een boekhouder om haar zaken te regelen die er echter met al haar geld vandoor gegaan zou zijn. Plato sprak ook over haar drugsproblemen en zei dat ze clean was. Er waren vele bellers met vragen. Een aantal bellers schold haar uit voor vergane glorie en drugsverslaafde, terwijl andere bellers het voor haar opnamen of haar vragen stelden over haar periode in Diff'rent Strokes.
De volgende dag keerden Plato en haar verloofde terug naar Californië. Ze maakten een tussenstop bij haar aanstaande schoonmoeder in Moore, Oklahoma. Plato ging liggen om te rusten en overleed aan een overdosis medicijnen. Haar vroegtijdig overlijden werd daarna zelfmoord genoemd. Haar oud-collega's Coleman en Bridges, die met haar bevriend gebleven waren, verklaarden dat ze niet geloofden dat Plato zelfmoord gepleegd had en dat het een ongeluk was dat ze een overdosis had genomen.
Plato werd gecremeerd en haar as werd uitgestrooid over de Stille Oceaan.